# Veni, vidi, vici

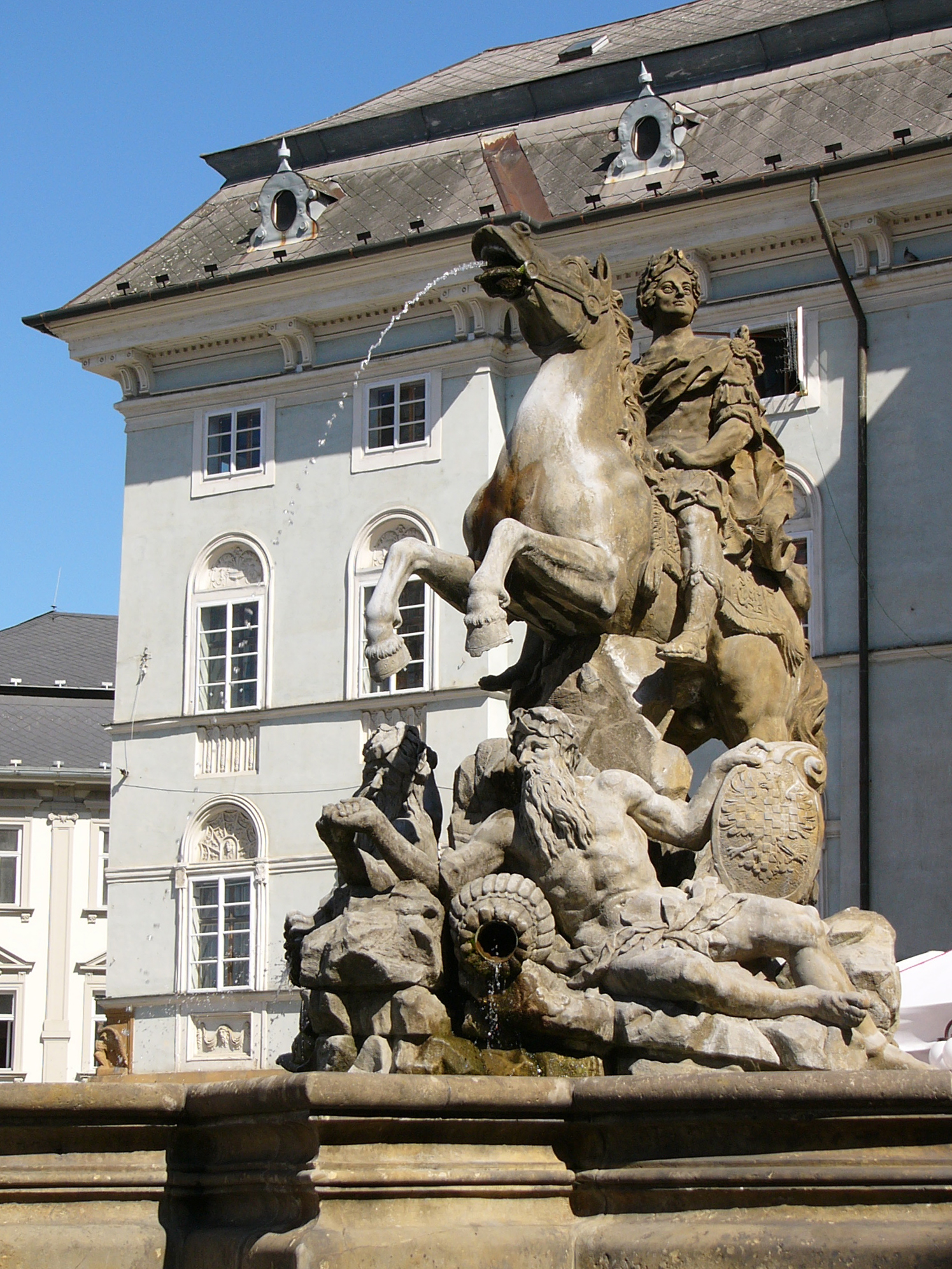
Estátua de Júlio César na República Tcheca.

Veni, vidi, vici (latim clássico [ˈweːniː ˈwiːdiː ˈwiːkiː]; traduzido para a língua portuguesa como "Vim, vi, venci") é uma frase em latim supostamente proferida pelo general e cônsul romano Júlio César em 47 a.C. César utilizou a frase numa mensagem ao senado romano descrevendo sua recente vitória sobre Fárnaces II do Ponto na Batalha de Zela. A frase serviu tanto para proclamar seu feito, como também para alertar os senadores de seu poder militar (Roma passava por uma guerra civil).
A frase é usada para se referir a uma rápida e indiscutível vitória. Variações da frase são frequentemente citadas e usadas na música, literatura e entretenimento.
Desde o tempo de César, a frase tem sido usada em contextos militares, como a alusão feita no século XVII pelo rei João III da Polônia que, após a Batalha de Viena, proferiu "Venimus, vidimus, deus vicit" ("Viemos, vimos, Deus venceu").